# Chorsu
El Chorsu en Samarcanda, Uzbekistán, es un edificio antiguo de un bazar en forma de cúpula, construido en el siglo XV, y reconstruido en el siglo XVIII. Se encuentra cerca del Registán, en su lado noreste. El bazar principal se trasladó al bazar de Siyob cerca de la Mezquita Bibi-Khanym. Chorsu se ha convertido recientemente en una galería de arte. «Chorsu» es una palabra de la lengua persa, que quiere decir «cruce de caminos». 